# Тімарха підмаренникова
Тімарха підмаренникова (Timarcha goettingensis) — вид жуків родини листоїдів (Chrysomelidae).

## Поширення
Вид поширений в Європі. Присутній у фауні України.

## Опис
Жук завдовжки 8-13 мм. Тіло чорного, синювато-чорного або темно-фіолетового кольору. Надриа мають невеликі горбики та зрослися біля основи, тому жук не може літати. Антени міцні, складаються зі сферичних члеників. Ноги товсті біля основи, закінчуються кігтиками. Схожий на Timarcha tenebricosa, але цей жук більший (11–18 мм) і має вужчий пронотум.

## Спосіб життя
Жуки трапляються на сухих луках. З'являться ранньою весною і спостерігаються до пізньої осені. І жуки, і їхні личинки живляться листям підмаренника.